# کوه جادو
کوه جادو (به آلمانی: Der Zauberberg) رمانی از توماس مان نویسنده آلمانی است که در ۱۹۲۴ انتشار یافت و در سال ۱۹۲۹ -پنج سال پس از انتشار- جایزه ادبی نوبل را برای نویسنده خود به ارمغان آورد.

## داستان

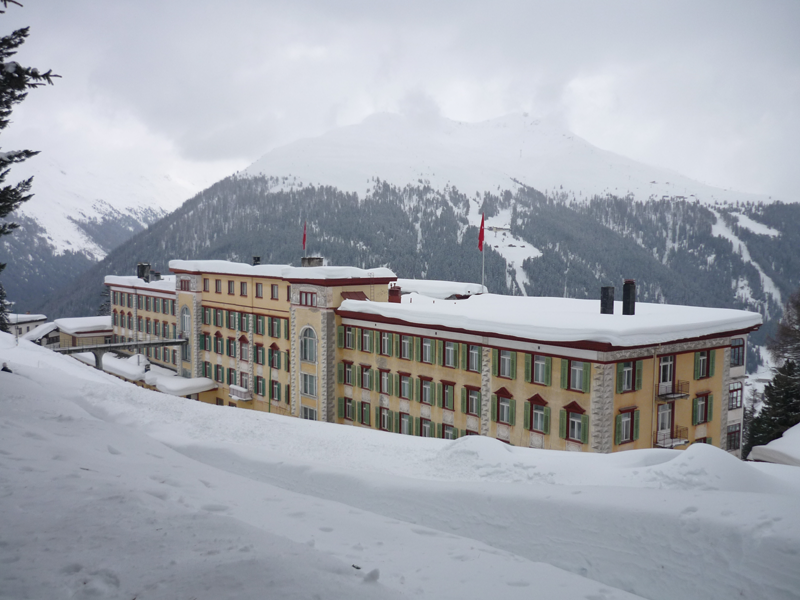
اقامتگاهِ شاتس‌آلپ در داوس. آسایشگاه از سال ۱۹۵۴ میلادی به هتل تبدیل شده‌است.

هانس کاستورپ جوان بورژوا زاده‌ای است که برای اقامت چند روزه نزد پسرخاله خود یوآخیم می‌رود که در آسایشگاه شاتس آلپ در داووس تحت درمان است. مان در این رُمان نیز، چنان‌که در بودنبروکها می‌بینیم، اگر نه به یک مکان هانسایی، دست کم به یک قهرمان ایالت هانسایی بازمی‌گردد. همین که کاستورپ در معرض فضای مرگ‌آلودِ آسایشگاه قرار می‌گیرد، احساس می‌کند یا می‌پندارد که خود نیز بیمار است و هفت سال در آنجا می‌ماند تا زمانی که جنگ جهانی ۱۹۱۴ میلادی او را از رؤیا بیرون می‌کشد و با خشونت به میدان‌های نبردِ جنگِ جهانیِ اوّل می‌برد.

## دربارهٔ رمان
در این رمان می‌توان شش خصلت یا شش موضوع اساسی یافت. نخست اینکه، نویسنده سبکی ناتورالیستی به کار می‌برد که مخصوصاً در توصیفاتش بسیار دقیق است، به این معنی که تسلیم میل خود به مسائل مربوط به بیماری می‌شود و چنان‌که در بودنبروکها می‌بینیم، ولی بر سر تحلیل فرتوتیها و احتضارها درنگ بسیار می‌کند. دوم اینکه، این جامعهٔ اروپایی (آسایشگاه داووس از همه کشورها بیمار می‌پذیرد)، در ۲۰۰۰ متری بالای مرزها، در مجموعه نماینده قومی است خارج از زمان، در عین حال متعلق هم به روزگار ابتدایی و هم به روزگار آینده. سوم اینکه، در اینجا مخصوصاً سخن از کاستورپ، یعنی فردی است که نمونه نوعی آلمانی متوسط است؛ او همین که پای‌بند کوهستان می‌شود، فراغتی نامحدود پیدا می‌کند، از زندگی پرتنش و سطحی عصر ما به مشغله‌های قرن هجدهم روی می‌آورد و به این ترتیب، مانند ویلهلم مایستر (سالهای کارآموزی ویلهلم مایستر) شروع می‌کند به پروردن و فرهیخته‌کردن خود. از این بابت، رمان مان مربوط می‌شود به سنت رمان پرورشی.
کاستورپ طی این سالهای آموزش چیز می‌خواند، گوش می‌دهد، مشاهده می‌کند و تقریباً به نظر می‌آید که نویسنده می‌خواهد بیهودگی دانشی را که از هواشناسی به روان‌کاوی می‌رود نشان دهد و تا حدی کنجکاوی برای کنجکاوی را محکوم می‌کند.

## افراد مؤثر بر شخصیت اصلیِ داستان

### لودویکو ستمبرینی
یک ایتالیایی و انسان‌گرایی سکولار و از شاگردانِ جوسوئه کاردوچی بنام لودویکو ستمبرینی.

### لئو نافتا
یک تمامیت‌خواه و از یسوعی‌ها.

### مینر پپرکورن
یک دیونیسوسی هلندی که در آسایشگاه می‌میرد.

### مادام شوشا
یک رابطه رمانتیک با کلاودیا شوشا(Clavdia Chauchat).

### یوآخیم
پسر خالهٔ هانس کاستورپ.